# 松本メイ
松本 メイ（まつもと めい、Mei Matsumoto、1993年11月3日 – ）は、日本の元AV女優。ティーパワーズ所属。元NEW GATE所属。

## 経歴・人物
東京都出身。父親は日本人、母親はスペイン人。小さい頃スペインで過ごす。趣味はヨガ・特技はバレーボール。同事務所の二宮ナナと仲が良い。
「松本ローラ」名義で、グラビアアイドルとして活動。2012年5月、MAXINGから専属AVデビューし2013年5月まで在籍。BRW108のメンバーにもなっている。
「スカパー!アダルト放送大賞2013」の「新人女優賞」と「作品賞」にノミネートされたが授賞されなかった。
11月から2014年4月まで、アイデアポケットに専属で在籍。5月からkira☆kiraに移籍。

## 作品

### アダルトビデオ
MAXING専属期間
- 新人 ホンモノ18歳×メガ乳×ミニマムBODYのキレカワ美少女デビュー!（5月16日、DVD&BD）
- 絶対的美少女、その見事な爆乳。（6月16日、DVD&BD）
- イッパツ乳魂!全力ガチイキFUCK（7月16日、DVD&BD）
- メガ乳生徒会長（8月16日、DVD&BD）
- メガ乳×全力 汗だくFUCK（9月16日、DVD&BD）
- メガ乳美少女×レ●プ陵辱（10月16日）
- 爆乳美少女をメチャクチャにしてヤル。（11月16日）
- 風俗ちゃんねる32（12月16日）

- カンパニー松尾×松本メイ（1月16日）
- 美少女奴隷ペット（2月16日）
- 松本メイがアナタのオナニーを猛烈にサポートしてくれるビデオ（3月16日）
- the BEST（3月16日）※個人ベスト
- 松本メイの精子ヌキ狂い30連発!（4月16日）
- 淫乱痴女ナース×松本メイ（5月16日）
- the BEST 2（7月16日）※個人ベスト
- the BEST 3（11月16日）※個人ベスト

アイデアポケット専属期間
- FIRST IDEAPOCKET（11月19日）
- パイズリ天国 ぷるるんオッパイ挟射（12月19日）

- 秘密女捜査官（1月19日）
- 夫のいない間に… 旦那は知らない欲情巨乳妻の淫らな秘蜜（2月19日）
- DIGITAL CHANNEL DC114（3月1日）
- 爆乳揺れるハーフ系美女の恥じらい39本番8時間（3月16日、MAXING）※個人ベスト
- BLACK FUCK（4月19日）

kira☆kira、美月替わり専属期間
- kira★kira BLACK GAL DEBUT日焼け黒ギャル専属デビュー 爆乳Gcup超高級ソープランド（5月19日、kira☆kira）
- Bi STYLE美専属デビュー 美巨乳×ハーフ 絶世の究極BODY（6月25日、美）
- kira☆kiraサマーフェスタ2014 BLACK GAL BEACH RESORT-夏祭り特別編-逆レイプ★爆乳日焼け黒ギャル灼熱太陽の下で青姦BEACH FUCK（7月19日、kira☆kira）
- PERFECT STYLE 痴女集団SPECIAL 集団逆レイプ-完璧BODY痴女青姦4時間大乱交-（8月1日、美）共演：蓮実クレア、かすみりさ ※AV OPEN2014ヘビー級エントリー作品

kira☆kira専属期間
- kira★kira BLACK GAL THE PERFECT BLACK GAL-美爆乳Gcup日焼け黒ギャルJK援交（9月19日）
- kira★kira BLACK GAL 爆乳Gcup黒ギャルの自宅に押しかけ強制中出し（10月19日）
- kira★kira BLACK GAL 美爆乳黒ギャル女子校生 生姦JK連続中出しノーパンハイスクール（11月19日）
- kira★kira BLACK GAL 黒ギャル専用逆痴漢バス-Gcup美爆乳で男を犯ス生姦強制中出し-（12月19日）

ワンズファクトリー専属期間
- 10発中出しするまで勃起させちゃうお姉様SEXテクニック（3月1日）
- 松本メイ スペシャル8時間-高画質-特別編（3月19日、kira☆kira）
- ランジェリーナ（4月1日）
- 松本メイの凄テクを我慢できれば生★中出しSEX!（5月1日）

非専属期間
- 情熱のGカップヴィーナス（6月28日、INTEC Inc）※イメージ作品
- ソフト・オン・デマンド調査隊 教え子をHなイタズラでお勉強中に勃起させSEXまでしてしまうショタ好き誘惑家庭教師は実在するのか!?（7月9日、SODクリエイト）
- 慌てていてブラを着け忘れたノーブラニット女の胸に見とれていると…5（8月11日、プレステージ）
- 「童貞くんのセックスの練習相手になっていただけませんか!?」 街中で声を掛けた綺麗で心優しいOLさんが素股でセックス指南!のつもりがヌルっと入って赤面筆おろし!4 美人妻編（8月20日、SODクリエイト）
- 超美人の若妻が猛烈クレームで僕に種付け中出しセックスを迫ってくる、実は欲求不満でオマ●コ中毒の淫乱淫語クレーマーPart2!!何も言えない草食系男子のチ●ポを好き勝手に貪りザーメンを搾り取る人気シリーズ第2弾!!（8月28日、ケイ・エム・プロデュース）
- むっちりお姉さんのピタコス爆乳中出しfuck!（9月1日、AVS collector’s）共演：宮野ゆかな、福咲れん ※AV OPEN2015エントリー作品
- 爆乳ハミ出し痴漢～公然羞恥に濡れた肉感ショップ店員～（9月1日、Fitch）
- 渋谷ギャル行きつけのタンニングエステサロン（9月2日、プレステージ）
- 痴漢を邪魔する正義感のある強気なギャルJKを泣くまでイカセろ!!（9月10日、ナチュラルハイ）
- 一般男女モニタリングAV 心優しい巨乳の姉と未だに童貞の弟がセックスの予行演習にチャレンジ!アソコ◆を擦り合わせるだけの素股セックスをできたら100万円!! 想定外に勃起したカチカチの弟チ○ポ!3 （9月10日、ディープス）
- 夏のシロウト水着ナンパ!あなたの日焼け跡見せてください!（9月10日、プレステージ）[10]
- 海の駐車場で生着替えする美巨乳女を偶然目撃してしまった僕は…2（9月10日、プレステージ）
- 誘惑全裸家庭教師 4時間（9月11日、BAZOOKA）
- マンズリ大好き巨乳淫語先生（9月17日、グローリークエスト）
- Breaking Acme～偽密偵残酷イキ地獄 ACT4～（9月25日、BabyEntertainment）
- 働く尻肉女 肉感的な理想のフォルムで芳醇な香りを醸し出す美尻の尻コキ（9月25日、レアル・ワークス）
- イベント終わりのコスプレイヤーと中出し乱交2（10月1日、ズッコン/バッコン）共演：佳苗るか、南梨央奈、さとうみつ、真希瀬るな、大森玲菜
- 美人OLたちの排卵日中出し乱交 イケメンの精子で妊娠したがる女を盗撮（10月1日、変態紳士倶楽部）
- パンチラ見てたらパンモロ誘惑（10月2日、OFFICE K'S）[11]
- ふたりで一緒にオチ○チン舐めしゃぶり!友達と一緒にWフェラ! VOL.3（10月2日、虎堂）共演：荻野舞
- 何も言わずに突然発射!!素人びっくり暴発手コキ3（10月2日、虎堂）
- 上手すぎるフェラ Vol.10（10月2日、OFFICE K'S）[12]
- 若妻の揺れる乳房（10月7日、アタッカーズ）
- アナル舐め 高級痴女サロン6（10月13日、セレブの友）
- ENDRESS BLACKHOLE vol4 ～終わりなき黒い穴～（10月13日、BabyEntertainment）
- フットエステで生殖器のツボを刺激されてパンティが染みるほど濡れちゃったお姉さんは、興奮を抑えきれず生チ○ポを欲しがる（10月16日、OFFICE K'S）
- AV女優ヘアヌードコレクション（10月16日、OFFICE K'S）他出演：春日野結衣、芹野莉奈、音羽あみ、御影凛子、冴島夏希、葉山友香、華原恵里奈、荻野舞、有本紗世
- 素人娘にチ●ポの熱まで伝わる至近距離でセンズリ鑑賞2（10月16日、虎堂）
- 男女の友達、会社の同僚同士の友情は成立する 友達同士でどこまでヤレるかナンパ徹底検証4時間（10月16日、虎堂）
- 突然押しかけてきた嫁の姉さんに 抜かれっぱなしの1泊2日（10月19日、VENUS）
- スケベ椅子W痴女（10月23日、レアル・ワークス）[13]共演：荻野舞
- 俺の乳首エステ 誰にも教えたくない位の、絶対に乳首をお留守にしない高級乳首エステティシャン（10月23日、レアル・ワークス）
- 友人の母親 (11月19日、VENUS)
- 淫語痴女 (11月19日、ドグマ)
- 世界一早漏男の連続射精SEX (11月19日、ROOKIE) 共演:涼川絢音
- 女捜査官拷問調教11 (11月25日、セレブの友)
- 夢の様な秘湯へようこそ! 巨乳美女と中出しできる混浴露天風呂 (11月26日、ROCKET) 共演:西条沙羅、星野ひびき、小西みか、川菜ひかる
- 夫の目の前で犯されて 暴虐なコウノトリ (12月7日、アタッカーズ)
- 今日から私たちレズビアン3姉妹 (12月7日、ビビアン) 共演:初美沙希、愛須心亜
- 隣のギャルママ (12月8日、妄想族/ギャルドッキュン)
- 昼下がり町内会!若妻たちのちょっとHでかなり危険な王様ゲーム!!母の代理で参加した町内会の集まりでまさかの展開!男はボクひとりしかいないもんだから、当然いい思いが沢山出来ちゃいました!!7 (12月10日、HUNTER) 共演:西条沙羅、松井優子、中山理莉、水城奈緒、香山美桜、本真ゆり、白石みお 他2名
- 連鎖堕ち淫乱吸血鬼化 レズビアンヴァンパイア (12月24日、ROCKET) 共演:蓮実クレア、春原未来、小西まりえ
- 姉フェチ6 (12月25日、セレブの友)

- 大量に汗とﾏﾝ汁を吹き散らして絶頂しまくる発情ﾚｽﾞ奴隷 (1月1日、V) 共演:川上ゆう
- ボディ・コンプレックス (1月1日、RedCat)
- 猥褻プロモーション 巨乳グラドル淫らな裏取引 (1月7日、アタッカーズ)
- 混浴温泉で思いきって堂々と勃起してみたら、たまたま入浴していた女性客がチラ見どころか我を忘れてガン見急接近! 6 (1月8日、HUNTER) 共演:香山美桜、青葉優香、葉山美空、高瀬杏、辻本りょう、八束みこと 他1名
- ガクガク白目剥き出し絶頂中出しトランス (1月19日、乱丸)
- ノンストップ6Pレズビアン乱交 (1月19日、レズれ!) 共演:蓮実クレア、春原未来、夏目優希、篠田ゆう
- 寸止めSEX お願いだからイカせてください…2 (1月25日、セレブの友)
- 尽きない快楽に理性は崩壊。(2月1日、TEPPAN)
- 日本一ゴージャスなリムジン風俗 (2月6日、ROCKET) 共演:折原ほのか、二宮ナナ、しほの千里
- 病院へおばあちゃんのお見舞いに行ったら大部屋は欲求不満の若い女性だらけでエロ過ぎた！決して祖母思いとは言えない僕が毎日病院にお見舞いに行くのには訳があって…。 (2月6日、HUNTER) 共演:葉山美空、鈴原エミリ、二宮ナナ 他5名
- 復讐代行 闇に彩られた女たち (2月7日、アタッカーズ)
- 「レズ撮影は絶対NG」の二宮ナナに大親友の松本メイがレズドッキリ!女同士の友情は一線を越える事ができるのか!?ガチレズ口説きドキュメント (2月7日、ビビアン) 共演:二宮ナナ
- 秘密のレズビアン3 (2月13日、セレブの友) 共演:加藤ツバキ、真咲南朋
- 対魔忍さくら ANOTHER STORY ～学園に潜む魔物たち～ (2月26日、ZIZ)
- ベランダで青空オナニーしている人妻は欲求不満に決まってる！ (3月5日、アキノリ) 他出演:有賀ゆあ、江波りゅう
- ガチンコ全裸レズバトル4 真っ正面からノーガードのイカセ合いレズバトル総当たりリーグ戦 ～巨乳レズテク至上主義宣言～ (3月5日、ROCKET) 共演:澁谷果歩、折原ほのか、篠田ゆう
- 喪服とギャルママ 通夜の夜和尚さんが「お布施はお気持で…」と言うので股を開いていたウチのギャル嫁 (3月7日、妄想族/ギャルドッキュン)
- 鬼フェラ地獄XXX (3月11日、ケイ・エム・プロデュース) 共演:一条リオン
- 定年退職してヒマになったドスケベ義父の嫁いぢり (3月19日、VENUS)
- 人妻の浮気心 (4月1日、エマニエル/人妻援護会)
- キスからはじまる母と息子の愛情、密着、濃厚セックス (4月13日、VENUS)
- 挟射好きが集まるパイズリOFF会 (5月6日、ドリームチケット)
- 超潔癖性だった筈のウチの妻が腐臭漂う近所の浮浪者様にいつの間にかアヘアヘとねとられてしまった話です… (5月7日、JET映像)
- 借金人妻エレジー (5月13日、ケイ・エム・プロデュース/BAZOOKA) 他出演:かすみ果穂、若槻みづな、恋野はがね
- 上司の奥さんが風呂上がりにボインがポロリ!辛抱たまらん僕の若いギン勃ちチ○ポを見た奥さんは上司が眠ってる横で「久々に熱いSEX」求めてきた (5月26日、SWITCH) 他出演:三喜本のぞみ、西条沙羅
- 裸族がホームステイでやってきた!から子作り (6月1日、ZUKKON/BAKKON) 共演:長谷川モニカ、AIKA、サリー
- ヒロイン白目失神地獄 鉄腕美女ダイナウーマン編  (6月10日、GIGA)
- スーパーガチンコ全裸レズバトルDYNAMITE 2016 (7月7日、ROCKET) 共演:水野朝陽、澁谷果歩、篠田ゆう、水原さな、本真ゆり、加納綾子、三浦春佳
- ヒロイン大活躍05 火鷹舞 (7月22日、GIGA)
- ねぇ、いま絶対見てたよね? (8月5日、ワープエンタテインメント)
- ROCKET8周年記念作品マイクロビキニでドキッ!巨乳20人!水泳大会2016 (8月6日、ROCKET) 共演:澁谷果歩、浜崎真緒、江上しほ、若槻みづな、あやね遥菜、篠田ゆう、水野朝陽、西条沙羅、本真ゆり、塚田詩織、青葉優香、逢沢るる、福咲れん、小西みか、可愛まゆ、綾波まこ、横山夏希、真木今日子、NOA、倖田李梨 (司会) ※ Blu-ray 同時発売 (5000枚限定)
- 巨乳20人！水泳大会の裏側でザーメンぶっかけエロドッキリ大作戦 えっ？こんなことしてたの!?本編の裏側で巨乳に精子かけまくり！ザーメンドッキリで女優さんのガチでスケベな裏の顔全部見せちゃいます!! (8月18日、ROCKET) 共演:澁谷果歩、浜崎真緒、水野朝陽、江上しほ
- 借金フーゾクGALが女性用バイアグラで人格が変わってイクイク病に!? ヨダレ垂らしてデカチ●ポを欲しがりハメまくり遂にはオマ●コに巨根を同時に2本ブチ込み過呼吸一歩手前の失神悶絶のガチキチ中出しセックス135分!!（8月26日、ケイ・エム・プロデュース/UMANAMI）
- 巨乳ハーフの元ヤンのギャルママが誘導催眠でエロエロになって即尺や、ストリップダンスで男を挑発し所構わずパコりまくり中出し懇願するヤリマン女に豹変!（9月9日、ケイ・エム・プロデュース/UMANAMI）
- 焦らされて暴発!! スローオイル手コキ（9月13日、アロマ企画）他出演：仁美まどか、望月さくら、北川エリカ、涼宮琴音
- 大人っぽいお姉さんの可愛いギャップパンチラ（9月13日、アロマ企画）他出演：八ッ橋さい子、夏希のあ、望月さくら、夢咲りお、七原ヒカリ
- 濃厚接吻しながら四つん這いで竿を後ろに倒されアナルから雁先まで舐めしゃぶられる 2（9月25日、アロマ企画）他出演：峰エリ、里美まゆ、八ッ橋さい子、神納花
- 二階に潜むレ×プ魔（10月6日、グローリークエスト）
- BIBIAN Presents 夢の全裸レズバトルタッグマッチトーナメント2016!!（10月7日、ビビアン）共演：椎名そら、月島ななこ、上原花恋、藤本紫媛、篠田ゆう、二宮ナナ
- 特技はフェラチオ。趣味は撮影。（10月25日、アロマ企画）他出演：仁美まどか、峰エリ、蓮実クレア、北村玲奈
- 「ナマで入っちゃった!」本番禁止のはずなのに… オイル素股でヌルヌルしてたらフル勃起チ○ポが勢い余ってオマ○コにずっぽり! 欲求不満デリ嬢はナマ中出しまで許しちゃう!（11月17日、グローリークエスト）他出演：香乃まどか、吉川あいみ、新月さなえ、尾上若葉
- 第1回! AV女優と会ってSEXするまで帰れませーん in 恵比寿!!!（11月25日、ケイ・エム・プロデュース/BAZOOKA）共演：大槻ひびき、篠田ゆう、乙葉ななせ、仁美まどか
- 騎乗位で上半身を動かさずに腰だけをグイングイン振りまくって中出しさせる馬乗り巨乳美女（12月1日、グローリークエスト）他出演：北川エリカ、桜ちなみ、若槻みづな、澁谷果歩、木南日菜

- ぐやじぃ…! でも…感じちゃう! 人妻オマ○コおっぴろげ土下座謝罪 最高にスッキリ! 下唇を噛んで悔しがる人妻にバックから挿入でイキまくりの寝取り中出し。（1月25日、ビッグモーカル）他出演：夏希みなみ、仁美まどか
- SEXなしでは生きていけない真性痴女たちの強制中出し猥褻録（2月24日、ケイ・エム・プロデュース/BAZOOKA）他出演：跡美しゅり、大槻ひびき、尾上若葉
- きゅんきゅんメイド喫茶 まるごと全員に種配り（3月13日、ZUKKON/BAKKON）共演：波多野結衣、水城奈緒、福咲れん、大槻ひびき、宮野ゆかな、雛森みこ、竹内真琴、今永亜美、加藤あやの、星あんず、田中かりな
- ミス☆ハイパー（4月28日、GIGA）
- ママさんバレー猛特訓 ハイレグブルマの奥さん9人が僕の家で自主練してたので生チ●ポハメて応援!（5月7日、かぐや姫Pt/妄想族）他出演：西条沙羅、篠田ゆう、星野ひびき、紺野ひかる、若槻みづな、加藤あやの、福咲れん
- どこでも女子便所ドアを手に入れてオシッコ漏れかけ娘と生中出しSEXしまくったボク（5月13日、ワンズファクトリー）他出演：佳苗るか、真島かおる、竹内真琴
- SODファン大感謝祭×真正中出し 射精無制限ぜつりんバスツアー（5月18日、SODクリエイト）共演：あべみかこ、栄川乃亜、大槻ひびき、小谷みのり、宮崎あや、なつめ愛莉、涼海みさ、篠田ゆう、向井藍
- 身療内科クリニック ～性的カウンセリングに堕ちた妻～（5月26日、人妻花園劇場）
- SODファン大感謝祭! まだまだ終わらないぜつりんバスツアー 脱落した素人が人妻軍団に強制イカせ奉仕＆本編出演超豪華女優の完全主観フェラ!（6月1日、SODクリエイト）共演：佐々木あき、武藤あやか、前田可奈子、あべみかこ、栄川乃亜、大槻ひびき、小谷みのり、篠田ゆう、涼海みさ、なつめ愛莉、宮崎あや、向井藍、柳瀬久留美
- 接吻多めのエロエロ痴女（6月19日、ドグマ）
- 挑発淫語で強制連射! 精液搾取おねだり痴女（9月1日、ワープエンタテインメント）
- 夢の共演 E-BODY女肉狂乱祭!! 日焼け爆尻とロケット爆乳で挟みズリ逆3PSpecial（9月1日、E-BODY）共演：三島奈津子
- ハーレム痴女エステ ～最高級セラピスト10名の究極おもてなし～（9月1日、痴女ヘブン）共演：椎名そら、麻里梨夏、姫川ゆうな、小谷みのり、小西悠、水城奈緒、水谷心音、さくらみゆき、坂巻あずさ ※「AV OPEN 2017」企画部門エントリー作品
- コートの下にはミニスカのパンチラが隠れている（9月25日、アロマ企画）他出演：涼海みさ、水澤りこ、横山凛、高城アミナ、小池奈央

- オ・ン・ナ♀ざかり（2月2日、ワープエンタテインメント）

#### 女性向けアダルトビデオ
- Under One Roof Room.301（2016年9月8日、SILK LABO）共演：一徹、月野帯人、佳苗るか
- 7LOVEs Vol.1（2017年2月2日、GIRL'S CH）共演：有馬芳彦、北野翔太、渡部拓哉、浅井陽登、麻生蛍太、菅田陸斗、大槻ひびき、佳苗るか、雛森みこ、埴生みこ
- 7LOVEs Vol.2（2017年2月2日、GIRL’S CH）共演：有馬芳彦、北野翔太、渡部拓哉、浅井陽登、麻生蛍太、菅田陸斗、大槻ひびき、佳苗るか、雛森みこ、埴生みこ

## 出演

### オリジナルビデオ
- セクシャルダイナマイトヒロイン セ・レーヌの星（2015年8月28日、ZENピクチャーズ）共演：石原千尋、萩原明日香、牧野絵里

### TV
2012年
- ビ〜チ9（4月 - 6月、テレ玉） - ゲスト（各月最終週）
- 匿名探偵（11月30日、テレビ朝日） - #8
- 徳井義実のチャックおろさせて～や（2013年7月20日、BSスカパー!）共演:桜木凛、二階堂あい、神谷まゆ、波多野結衣、美泉咲、神咲詩織、吉川あいみ、浅野えみ

2014年
- 志村&鶴瓶のあぶない交遊録（1月2日、テレビ朝日）
  - 英語禁止ボウリング 女子ゴルファー
- せんべろ女とホルモンおやじ（1月17日、フジテレビワンツーネクスト）共演:推川ゆうり、緒川凛

2015年
- 志村&鶴瓶のあぶない交遊録（1月2日、テレビ朝日）
  - 英語禁止ボウリング 天使（池の女神）

### ウェブテレビ
- ブラひもっ!!Tuesday（2013年1月8日 - 3月26日、WALLOP[14]） - MC
- スパローズのギリギリアウツ!?（2014年1月16日、ニコジョッキー）#90ゲスト

- 江戸むらさきの茶碗蒸し（2014年2月14日、ニコジョッキー）#7ゲスト
- 裏ではリアル脱衣麻雀SP!!〜本戦のみんなガンバってね！！〜（2016年6月18日、AbemaTV）– 見守りセクシー女優[15]

### CM
- レインボーチャンネルHD（2012年7月）[16]
- バニラスカイチャンネル（2013年12月）[17] - バニラガールズ（鈴音りん、宇佐美まい、葉山めい、倉多まお）
- SANTASTIC!（2014年1月） - カタログ広告モデル

### 雑誌
- ベストビデオ スーパードキュメント（2012年8月号、三和出版）
- 極上素人DX（2013年8月号、三和出版）